# تود غراي
تود غراي (بالإنجليزية: Todd Gray)‏ هو فنان ومصور أمريكي، ولد في 1954 في لوس أنجلوس في الولايات المتحدة.